# The Lawyer's Secret
Pour plus de détails, voir Fiche technique et Distribution.
The Lawyer's Secret est un film de procès américain de Louis Gasnier et Max Marcin, sorti en 1931.

## Synopsis
Drake Norris qui est avocat doit défendre le fiancé de sa sœur après qu'il a été accusé de meurtre. Drake n'ignore pas la culpabilité de son client, ni celle d'un marin, tout aussi impliqué dans le crime.

## Fiche technique
- Titre : The Lawyer's Secret
- Réalisation : Louis Gasnier et Max Marcin
- Scénario : Max Marcin et Lloyd Corrigan
- Costumes : Travis Banton et Edith Head
- Photographie : Arthur L. Todd
- Société de production : Paramount Pictures
- Pays d'origine : États-Unis
- Format : Noir et blanc
- Genre : drame
- Date de sortie : 
  - États-Unis : 6 juin 1931[1]

## Distribution
- Clive Brook : Drake Norris
- Buddy Rogers : Laurie Roberts
- Richard Arlen : Joe Hart
- Fay Wray : Kay Roberts
- Jean Arthur : Beatrice Stevens
- Francis McDonald : The Weasel
- Harold Goodwin : Madame X
- Syd Saylor : Red
- Parmi les acteurs non crédités :
- Sheila Bromley : Madge
- Gordon De Main : Détective
- Edward LeSaint : Prison Warden
- Guy Oliver : Police Turnkey
- Willard Robertson : Sergent de police
- Claire Dodd : une invitée